# Baksar
|  | Per a altres significats, vegeu «Buxar». |

Baksar és un poble d'Uttar Pradesh al districte de Fatehpur a la riba esquerra del Ganges a uns 50 km al sud de Unnao. Fou la primera seu del clan Bais conquerida per Raja Abhai Chand. Celebra una fira a la boca del Kartik on milers de persones es reuneixen per banyar-se al Ganges.
Va adquirir notorietat per la seva connexió amb la massacra de Cawnpur el juliol de 1857; un grup de fugitius que havia pogut escapar en barca pel riu, va encallar en un banc d'arena prop de Baksar. 14 ocupants de la barca van baixar en ser tirotejats i van perseguir als atacants però van quedar aïllats del riu i no van poder tornar a la barca; després d'hores d'enfrontament i persecució van poder ser acollits pel maharaja Digbijai Singh (que després va rebre terres a Oudh en recompensa i fou fet cavaller de l'Imperi); dels 14 fugitius només 4 van sobreviure.